# Auel (Nadrenia-Palatynat)
Auel – miejscowość i gmina w Niemczech, w kraju związkowym Nadrenia-Palatynat, w powiecie Rhein-Lahn, wchodzi w skład gminy związkowej Loreley. Do 30 czerwca 2012 gmina należała do gminy związkowej Loreley.